# María José Argeri
María José Argeri (ur. 16 lipca 1984 w Tandil), argentyńska tenisistka.
Zawodniczka występująca głównie w turniejach ITF. Zadebiutowała we wrześniu 1999 roku na niewielkim turnieju w Buenos Aires biorąc udział w kwalifikacjach. Wygrała jeden mecz ale przegrała drugi i odpadła z turnieju. Rok później otrzymała od organizatorów tego samego turnieju dziką kartę i zagrała w turnieju głównym ale swój udział zakończyła na drugiej rundzie. W 2001 roku nie wystąpiła na żadnym turnieju a w 2002 wygrała swój pierwszy turniej w grze singlowej we francuskim Canet-en-Roussillon, pokonując w finale reprezentantkę gospodarzy Laurę Rocchi. Pierwsze zwycięstwo w grze podwójnej, w parze z Veronicą Spiegel, odniosła w 2003 roku w Camargo w Hiszpanii. W sumie wygrała dziesięć turniejów singlowych i dwadzieścia pięć deblowych rangi ITF.
W 2006 roku wystąpiła w turnieju WTA w Bogocie, ale w pierwszej rundzie przegrała z Émilie Loit i odpadła z turnieju. W tym samym roku zagrała także w kwalifikacjach do turniejów wielkoszlemowych, ale w żadnym z nich nie udało jej się awansować do fazy głównej. Najbliżej awansu była w 2007 roku w Australian Open, gdzie wygrała pierwsze dwie rundy kwalifikacji, pokonując w nich Zhang Shuai i Jewheniję Sawranśką, ale w decydującym meczu przegrała z Alizé Cornet.
Pomimo braku sukcesów w rozgrywkach cyklu WTA osiągnęła drugą setkę światowego rankingu, plasując się we wrześniu 2006 roku na 149 miejscu.

## Wygrane turnieje singlowe
|     | Data       | Turniej             | Kat. | ($)    | Naw.   | Finalistka              | Wynik          |
| 1.  | 23/06/2002 | Canet-en-Roussillon | ITF  | 10 000 | ziemna | Laura Rocchi            | 7:6, 6:0       |
| 2.  | 03/08/2003 | Pontevedra          | ITF  | 10 000 | twarda | Lourdes Domínguez Lino  | 6:3, 2:6, 6:2  |
| 3.  | 14/09/2003 | Santiago            | ITF  | 10 000 | ziemna | Jenifer Widjaja         | 7:5, 6:1       |
| 4.  | 25/10/2003 | Valencia            | ITF  | 10 000 | twarda | Jacqueline Frohlich     | 6:2, 6:3       |
| 5.  | 15/08/2004 | Caracas             | ITF  | 10 000 | twarda | Soledad Esperon         | 6:4, 6:2       |
| 6.  | 12/09/2004 | Santiago            | ITF  | 10 000 | ziemna | Betina Jozami           | 6:4, 7:5       |
| 7.  | 24/10/2004 | Goiânia             | ITF  | 10 000 | ziemna | Estefania Balda Alvarez | 6:2, 6:4       |
| 8.  | 10/04/2005 | Porto Santo         | ITF  | 10 000 | twarda | Maraike Biglmaier       | 6:3, 6:1       |
| 9.  | 25/10/2005 | Meksyk              | ITF  | 25 000 | twarda | Aleksandra Wozniak      | 6:4, 4:0 krecz |
| 10. | 23/07/2006 | Campos do Jordao    | ITF  | 25 000 | twarda | Betina Jozami           | 4:6, 6:2, 6:3  |